# Thaumetopoea wilkinsoni
Thaumetopoea wilkinsoni är en fjärilsart som beskrevs av Willie Horace Thomas Tams 1925. Thaumetopoea wilkinsoni ingår i släktet Thaumetopoea och familjen tandspinnare. Inga underarter finns listade i Catalogue of Life.